# Motorenfabrik Oberursel
La Motorenfabrik Oberursel AG era un'azienda tedesca che produceva motori automobilistici, ferroviari ed aeronautici.

## Storia
La società fu fondata nel 1892 dall'ingegnere Wilhelm Seck a Oberursel in Assia, con l'acquisizione della  Oberurseler Wiemersmühle e fondando la seconda sede „Mühlenbauanstalt Gebrüder Seck & Co.“ per la fabbricazione di mulini a cilindro. Nel 1890, Willy Seck, figlio di Wilhelm Seck, inizia la produzione di motori stazionari „GNOM“. Nel 1892, Wilhelm Seck fonda la Motoren-Fabrik Oberursel „W. Seck & Co“. Nel 1896, dopo la morte del fondatore Wilhelm Seck, la società diventa una GmbH: Motoren-Fabrik Oberursel „W. Seck & Co. GmbH“. Nel 1898, viene trasformata in una società per azioni „Motorenfabrik Oberursel Actien-Gesellschaft“ (MO AG). Nel 1921, la Motorenfabrik Oberursel AG e la Gasmotorenfabrik Deutz AG entrano in società. Nel 1930, l'azienda diventa della Humboldt Deutz Motoren AG, e la Motorenfabrik Oberursel AG si dissolve.
Nel 1938, viene acquisita dalla Klöckner Humboldt Deutz (KHD) AG, e la sede diventa „Klöckner-Humboldt-Deutz AG, Werk Oberursel“.
Nel dopoguerra nel 1980, KHD a Oberursel nasce la „KHD Luftfahrttechnik GmbH“. Nel 1990, la BMW Rolls-Royce GmbH crea la Werk Oberursel e la società KHD Luftfahrttechnik, assieme alla Rolls-Royce, creano „BMW Rolls-Royce AeroEngines“.
Nel 2000, BMW ritorna a essere indipendente e la società diventa della „Rolls-Royce Deutschland Ltd & Co KG“.